# Konstantin X. Dukas
Konstantin X. Dukas (grško starogrško Κωνσταντίνος Ι΄ Δούκας, Kōnstantinos X Doukas), bizantinski cesar od 1059 do 1067, * 1006, † 22. maj 1067.

## Vladanje
Konstantin X. je bil sin Andronika Dukasa, paflagonskega plemiča, ki je bil verjetno guverner Mezijske teme. Vpliven je postal po poroki z drugo ženo Evdokijo Makrembolitisso, nečakinjo patriarha Mihaela Kerularija. Leta 1057 je pomagal Izaku I. Komnenu pri nasilnem prevzemu oblasti, potem pa je postopoma prešel na stran dvorne birokracije, ki se je upirala cesarjevim reformam. Kljub tihemu nasprotovanju je bil s podporo Mihaela Psela novembra 1059 izbran za Izakovega naslednika. Bolni Izak je 24. novembra 1059 abdiciral in Konstantina so okronali za cesarja. 
Novi cesar je na oblast hitro pritegnil svoja mlada sinova. Brata Ivana Dukasa je imenoval za kaisarja (cesarja), politiko pa je prilagodil interesom dvorne birokracije in cerkve. Močno je oklestil financiranje vojske, omejil obseg urjenja vojakov in nazadnje je razpustil še armensko lokalno milico, ki je štela 50.000 mož. Konstantinovi ukrepi so močno oslabili vojsko prav v najbolj kritičnem obdobju, ko so italijanske posesti osvajali Normani, z vzhoda pa so vedno močneje pritiskali Seldžuki in njihovi zavezniki.
Konstantin postajal pri Izakovih privržencih in vojaški aristokraciji vedno bolj nepriljubljen in leta 1061 so ga poskušali ubiti. Nepriljubljen je bil tudi pri prebivalcih nižjih stanov, ker je povišal davke, s katerimi naj bi financiral vojsko. 
Konstantin je izgubil večino bizantinskega ozemlja v Italiji, ki so ga osvojili Normani Roberta Guiscarda. V času njegovega vladanja je sicer ponovno oživelo zanimanja za preostanek Apulije in Konstantin je v Italiji imenoval najmanj štiri katepane: Mirijarha (1060-1061), Marulija (1061-1062), Sirijana (1062-1064) in Mambrika (1067-1069), toda cesarstvu je na koncu ostala samo še okolica Barija. Poleg Normanov v Italiji so ga leta 1064 v Mali Aziji napadli Seldžuki Alp Arslana, na Balkanu pa leta 1065 oghuški Turki. 
Konstantin, ki je bil star in bolehen že takrat, ko je prišel na oblast, je 22. maja 1067 umrl. Nasledili so ga mladoletni sinovi pod regentstvom matere Evdokije Makrembolitise. 

## Družina
S prvo ženo, hčerko Konstantina Dalasena, ni imel nobenih znanih otrok. Z drugo ženo, Evdokijo Makrembolitisso, je imel 
- Mihaela VII. Dukasa, ki ga je nasledil
- Andronika Dukasa, so-cesarja od 1068 do 1078
- Konstancija Dukasa, so-cesarja od približno 1060 do 1078, umrl 1081
- Ano Dukas, nuno
- Teodoro Ano Dukas, poročeno z beneškim dožem Domenikom Selvom
- Zojo Dukas, poročeno z Adrijanom Komnenom, bratom cesarja Alekseja I. Komnena